# Ideopsis stictica
Ideopsis stictica är en fjärilsart som beskrevs av Hans Fruhstorfer 1899. Ideopsis stictica ingår i släktet Ideopsis och familjen praktfjärilar. Inga underarter finns listade i Catalogue of Life.